# 仲田徳三

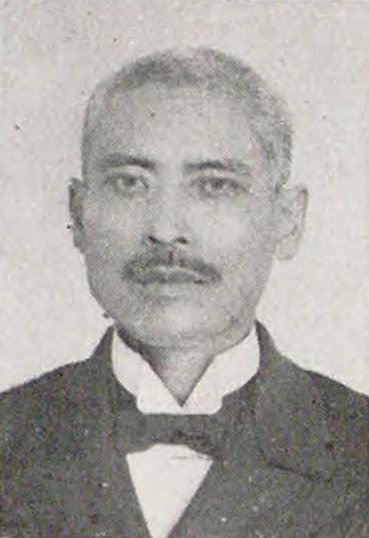
仲田徳三

仲田 徳三（なかだ / なかた とくぞう、1868年9月20日（尚泰21年8月5日）- 1962年（昭和37年）9月17日）は、沖縄県出身の教育者、政治家。衆議院議員。

## 経歴
金武間切金武（現国頭郡金武町）で、仲田林之助の長男として生まれる。1890年、沖縄県尋常師範学校を卒業し、二年間、国頭郡内の各小学校で教鞭をとった。
1892年、県費留学生として東京の大日本水産会附属水産伝習所で学んで、1894年に卒業。帰郷後、水産事業を起こすが成功せず、一時鹿児島県に居住してまた帰郷し、国頭高等小学校・恩納小学校で教員を務めた。1900年12月、台湾に渡り台湾国語学校で研修を受けた後、1901年5月から台中苗粟学校で教鞭をとった。
1903年8月、帰郷して金武間切長（金武村長）に就任し1905年8月まで在任。その後上京して、日本大学で一年間、法政経済を学んだ。1906年に帰郷し農業を営み、国頭郡組合議員を務めた。
1909年、第1回県会議員選挙で当選し、県議に連続三期選出され、県会議長も務めた。1920年5月、第14回衆議院議員総選挙で沖縄県第四区から民友倶楽部（立憲政友会系）所属で出馬して当選し、衆議院議員を一期務めた。